# Clásicos de fútbol de Chile
A través de su historia, el Futbol Chileno se ha transformado en un deporte popular en un deporte de masas, eso ha llevado a que surjan rivalidades entre los equipos ya sea en las grandes ciudades como también en las pequeñas. Estas rivalidades son conocidas en el futbol como clásicos los cuales son seguidos con especial interés por los aficionados. Desde los orígenes del fútbol en Chile ha habido numerosas rivalidades, muchas de ellas ya extintas, pero también han nacido nuevas rivalidades, modernas y mediáticas así han ido moldeando su identidad futbolística. las primeras rivalidades que registra el fútbol chileno destacan la que existían a comienzos del siglo XX entre Magallanes y Santiago National, así como la que existía en el puerto de Valparaíso entre Santiago Wanderers y La Cruz Football Club. De la gran cantidad de partidos que han sido considerados clásicos, a continuación se ofrece una lista de los más importantes:

## Clásico del fútbol chileno

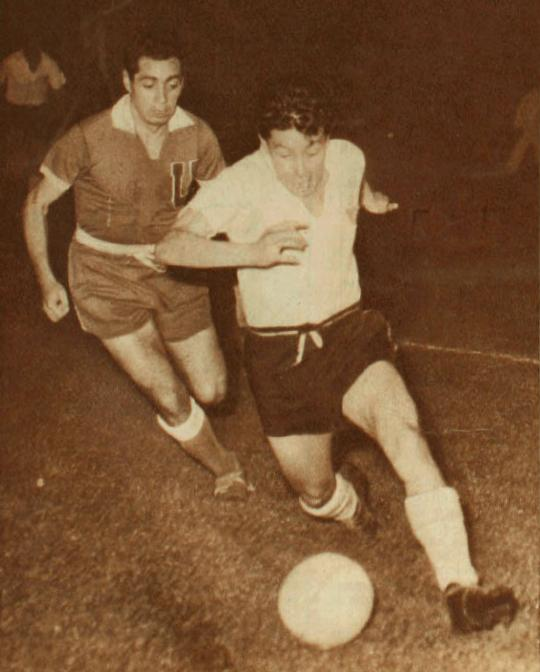
Superclásico disputado en 1959.

Escudo 1925

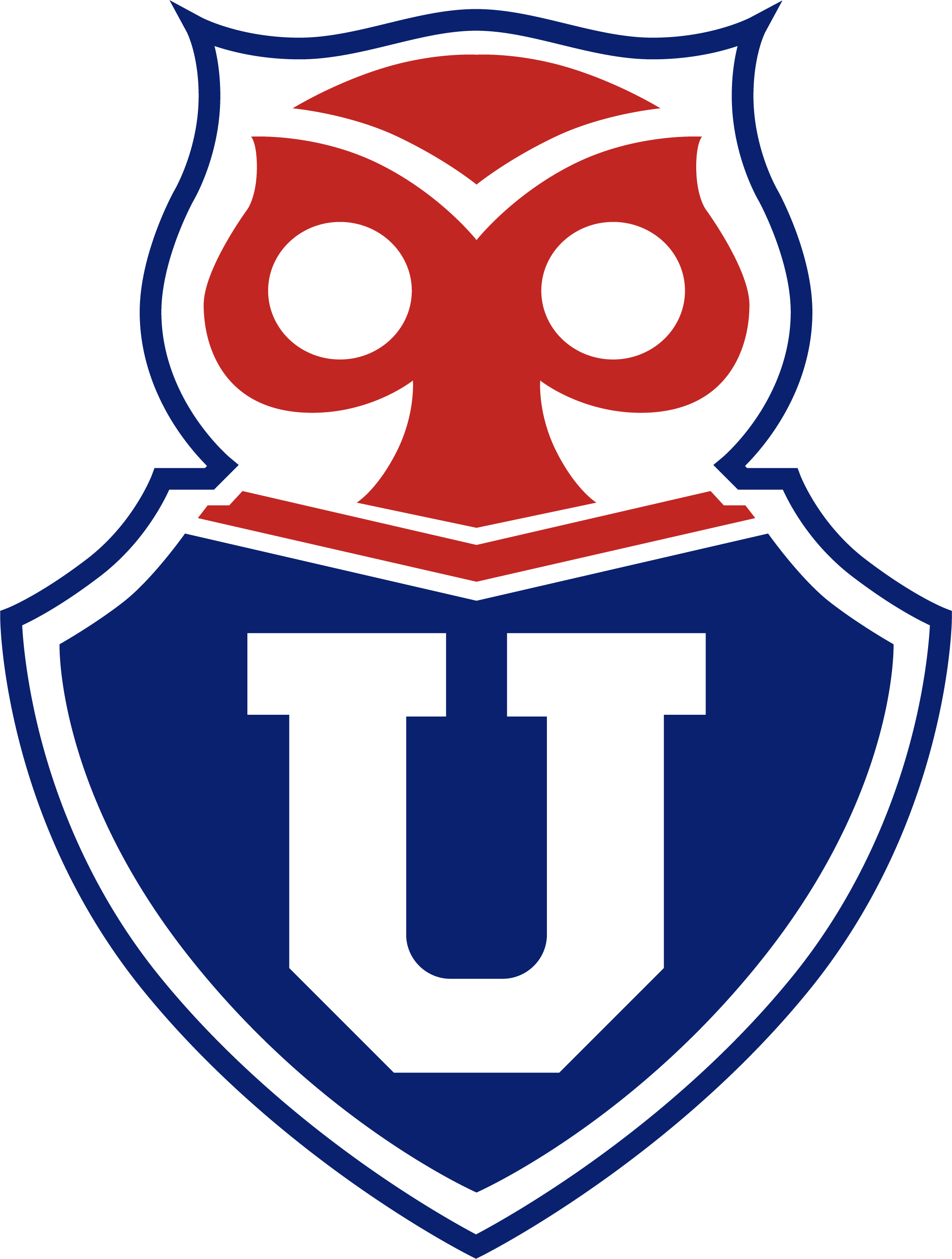

El Clásico del fútbol chileno es el encuentro de fútbol que enfrenta a los dos equipos más populares del país: Colo-Colo y Universidad de Chile. Si bien el primer partido disputado entre ambos equipos data del 9 de julio de 1935 en los Campos de Sports de Ñuñoa (victoria alba por 3-2), recién 3 años más tarde se disputaría el primer encuentro oficial, el 7 de agosto de 1938. A pesar de que existen antecedentes que demostrarían una importante rivalidad ya desde 1940, usualmente se considera que esta rivalidad se habría consolidado a finales de la década de 1950, específicamente el 11 de noviembre de 1959 por la definición del campeonato nacional se impuso la U por 2-1. Ambos equipos se han enfrentado oficialmente en 222 ocasiones, de las cuales Colo-Colo ha ganado 98, Universidad de Chile 61, y se han registrado 63 empates.
El 16 de noviembre de 1986 se produjo la mayor asistencia del Superclásico al Estadio Nacional de con 77.848 espectadores, mientras que la mayor asistencia del mismo al Estadio Monumental se produjo el 25 de octubre de 1992 con 69.305 espectadores.

#### Historial estadístico
Actualizado al 12 de julio de 2025
| Competición                              | PJ  | GCC | PE | GUCH | GolCC | GolUCH |
| ---------------------------------------- | --- | --- | -- | ---- | ----- | ------ |
| Campeonato Nacional de Primera División  | 145 | 68  | 40 | 37   | 256   | 175    |
| Torneo de Apertura de Primera División   | 19  | 9   | 4  | 6    | 25    | 24     |
| Torneo de Clausura de Primera División   | 17  | 9   | 7  | 1    | 23    | 12     |
| Torneo de Transición de Primera División | 2   | 1   | 0  | 1    | 6     | 4      |
| Torneo Metropolitano de Primera División | 6   | 0   | 2  | 4    | 9     | 17     |
| Liguilla Pre-Libertadores                | 8   | 2   | 5  | 1    | 12    | 11     |
| Total de Primera División                | 197 | 89  | 58 | 50   | 331   | 243    |
| Copa Chile(1)                            | 15  | 5   | 5  | 5    | 20    | 19     |
| Copa Polla Gol(2)                        | 16  | 7   | 4  | 5    | 20    | 15     |
| Copa Digeder(3)                          | 6   | 4   | 1  | 1    | 13    | 3      |
| Copa Apertura(4)                         | 3   | 1   | 0  | 2    | 2     | 4      |
| Total de Copa Chile                      | 40  | 17  | 10 | 13   | 55    | 41     |
| Campeonato de Apertura(5)                | 2   | 1   | 1  | 0    | 6     | 5      |
| Campeonato de Preparación(6)             | 1   | 0   | 0  | 1    | 0     | 1      |
| Campeonato de Campeones(7)               | 3   | 2   | 1  | 0    | 8     | 3      |
| Total de copas domésticas extintas       | 6   | 3   | 2  | 1    | 14    | 9      |
| Copa Mercosur                            | 2   | 1   | 1  | 0    | 2     | 0      |
| Total internacional                      | 2   | 1   | 1  | 0    | 2     | 0      |
| Total oficial                            | 245 | 110 | 71 | 64   | 402   | 293    |

| PJ: partidos jugados                  |
| GCC: ganador Colo-Colo                |
| GUCH: ganador Universidad de Chile    |
| PE: partidos empatados                |
| GolCC: goles de Colo-Colo             |
| GolUCH: goles de Universidad de Chile |

## Clásico Universitario

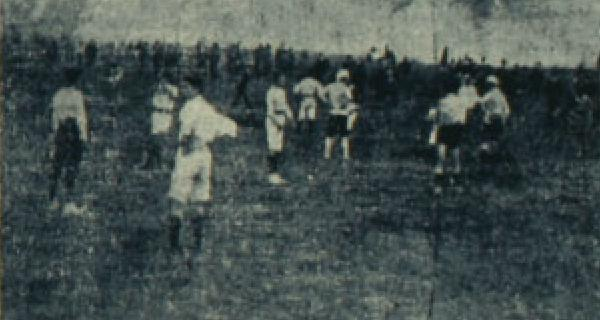
Universidad Católica F.C. 4:1 Universidad de Chile, 14 de noviembre de 1909.

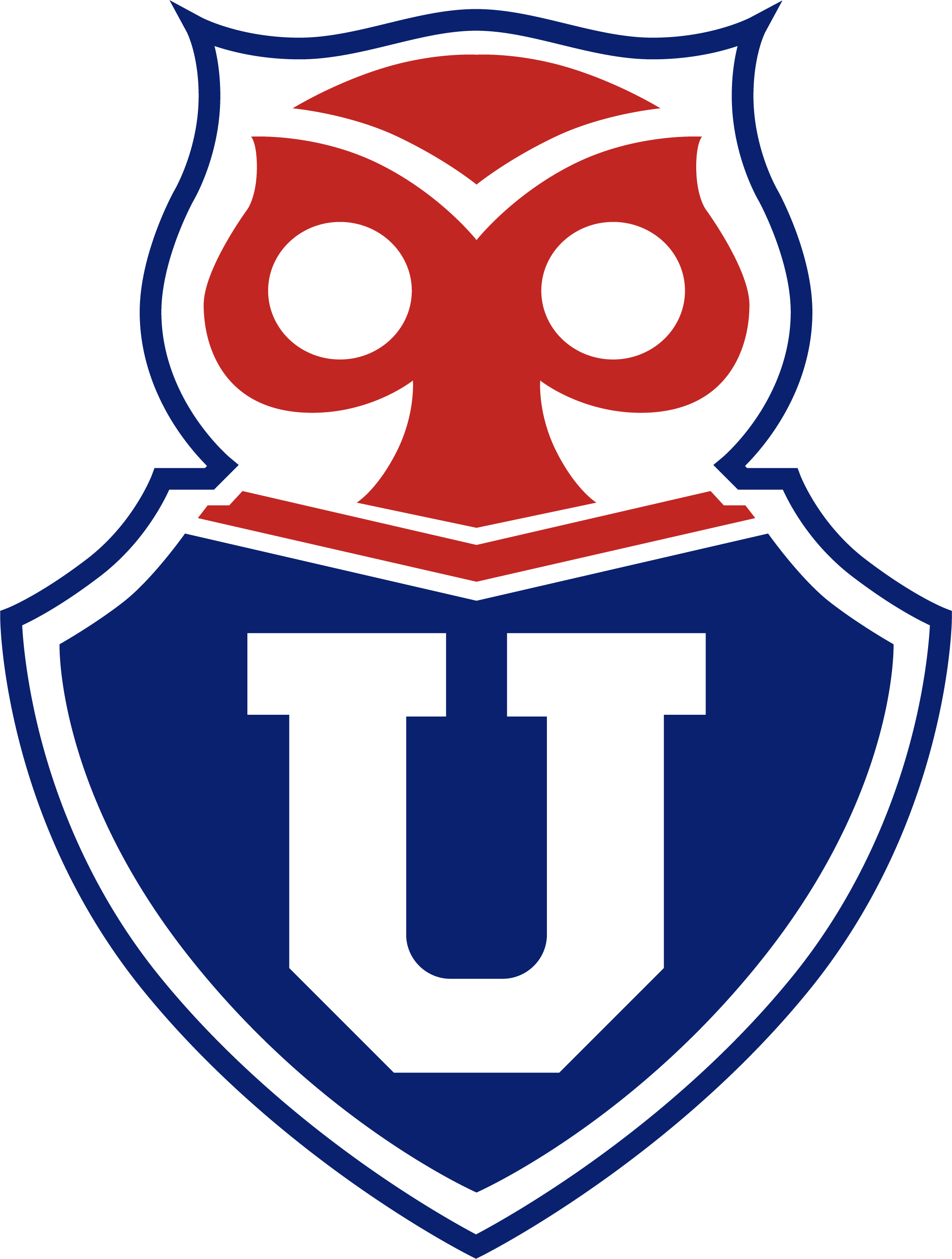

El 29 de diciembre de 1962 se produjo la mayor asistencia de la historia del fútbol chileno, En Estadio Nacional durante el clásico universitario, partido del cual salió victoriosa la Universidad de Chile 4-1 sobre la Universidad Católica aquel triunfo Azul fue visto en el estadio por 85.262 espectadores.

#### Historial estadístico
Actualizado al 23 de mayo de 2025
| Competición                              | PJ  | GU | PE | GUC | GolU | GolUC |
| ---------------------------------------- | --- | -- | -- | --- | ---- | ----- |
| Campeonato Nacional de Primera División  | 140 | 56 | 47 | 40  | 216  | 187   |
| Torneo de Apertura de Primera División   | 21  | 8  | 6  | 7   | 31   | 29    |
| Torneo de Clausura de Primera División   | 21  | 6  | 6  | 9   | 23   | 24    |
| Torneo de Transición de Primera División | 2   | 1  | 0  | 1   | 1    | 3     |
| Torneo Metropolitano de Primera División | 6   | 4  | 1  | 1   | 10   | 8     |
| Liguilla Pre-Libertadores                | 7   | 1  | 3  | 3   | 8    | 12    |
| Total de Primera División                | 198 | 74 | 63 | 61  | 286  | 262   |
| Serie B Profesional                      | 1   | 1  | 0  | 0   | 2    | 1     |
| Total de Serie B Profesional             | 1   | 1  | 0  | 0   | 2    | 1     |
| Copa Chile(1)                            | 11  | 6  | 2  | 3   | 20   | 18    |
| Copa Polla Gol(2)                        | 15  | 7  | 3  | 5   | 25   | 19    |
| Copa Digeder(3)                          | 2   | 1  | 1  | 0   | 2    | 1     |
| Total de Copa Chile y similares          | 28  | 14 | 6  | 8   | 47   | 38    |
| Supercopa de Chile(4)                    | 1   | 0  | 0  | 1   | 1    | 2     |
| Total de Supercopa de Chile              | 1   | 0  | 0  | 1   | 1    | 2     |
| Campeonato de Apertura(5)                | 1   | 1  | 0  | 0   | 2    | 0     |
| Campeonato de Preparación(6)             | 2   | 1  | 0  | 1   | 5    | 5     |
| Copa Carlos Varela(7)                    | 1   | 1  | 0  | 0   | 4    | 3     |
| Copa de la República(8)                  | 2   | 1  | 0  | 1   | 2    | 2     |
| Total de copas domésticas extintas       | 6   | 4  | 0  | 2   | 13   | 9     |
| Copa Libertadores                        | 11  | 2  | 5  | 4   | 14   | 16    |
| Copa Sudamericana                        | 2   | 1  | 0  | 1   | 2    | 2     |
| Total internacional                      | 13  | 3  | 5  | 5   | 16   | 18    |
| Total oficial                            | 249 | 98 | 74 | 77  | 369  | 332   |

| PJ: partidos jugados                 |
| GU: ganador Universidad de Chile     |
| PE: partidos empatados               |
| GUC: ganador Universidad Católica    |
| GolU: goles de Universidad de Chile  |
| GolUC: goles de Universidad Católica |

Nota:
Los partidos de Campeonatos de Apertura entre 1933 y 1950 no han sido considerados en los historiales, ni en los recuentos de trofeos. Varios de ellos se jugaron fuera de las reglas de la FIFA, especialmente en lo referente a duración de los partidos. Hubo cuatro partidos entre Universidad Católica y Universidad de Chile, en las ediciones de 1940 (0-2), 1949 (0-1 y 5-4) y 1950 (3-4).

## Clásico Moderno

Escudo 1925

Esta rivalidad histórica se acentúa a partir del descenso de U. de Chile a Primera B en 1988. Colo-Colo y Universidad Católica se han enfrentado 17 veces en definiciones, la mayoría de ellas han ocurrido desde la década de 1990, con amplia "paternidad" de los albos. Sin embargo, la UC es el equipo que más veces ha derrotado a Colo-Colo en su estadio, lo que da cuenta de una rivalidad bastante reñida en la cancha. El primer enfrentamiento por campeonatos nacionales entre Universidad Católica y Colo-Colo se disputó el 20 de mayo de 1939 en el desaparecido Estadio de Carabineros ante una asistencia de 1.500 personas. Esa tarde los albos ganaron 3-2, con goles de Enrique Sorrel, Armando "Norton" Contreras y Tomás Rojas, y descuentos de Felipe Mediavilla (penal) y Fernando Riera para los cruzados. El árbitro del partido fue Leopoldo González.
La primera victoria de Universidad Católica ocurrió en el cuarto duelo, que se jugó el 23 de junio de 1940. Fue en un partido disputado en el Estadio Nacional que terminó 3-2, con tantos de Javier Barahona y Ezequiel Bolumburu (2) para los vencedores, y de Alfonso Domínguez para el equipo albo.
El 4 de marzo de 1967 se produce el primer enfrentamiento por Copa Libertadores entre Universidad Católica y Colo-Colo. El resultado favorece a la UC por 5-2.
En total, han disputado tres finales del campeonato nacional en que se han enfrentado de forma directa. La primera de ellas en el Apertura de 1997. Luego de terminar empatados con 37 unidades, Colo-Colo y Universidad Católica debieron jugar un playoff en ida y vuelta para determinar el campeón del primer semestre. Los cruzados supieron aguantar la presión alba tras la derrota en el Monumental, en la ida (0-1), y ganar el partido de vuelta por 3-0, en el Nacional. 
La segunda final disputada por los dos clubes fue en el año 2002, en el Torneo de Clausura de ese año. En el primer partido, Colo-Colo se impuso por 2-0 sobre Católica, en el Estadio Monumental, dejando al equipo cruzado con la obligación de ganar por diferencia de dos goles. Sin embargo, en el Estadio Nacional, el cuadro albo venció nuevamente por 3-2. Este título fue el único, que Colo-Colo consiguió en su periodo de quiebra.
La final más reciente fue la del Torneo de Clausura del año 2009. En el partido de ida, jugado en el Estadio Monumental, Colo-Colo y Universidad Católica igualaron a 2 tantos en un vibrante duelo. En la vuelta, jugada en el Estadio Santa Laura donde la Universidad Católica hacía de local, los albos se impusieron a los cruzados, ganándole por 4-2 y logrando su campeonato número 29.
La primera vez que Universidad Católica pudo superar a Colo-Colo en una llave de playoffs, bajo el nuevo formato de campeonato aplicado desde el año 2002, fue en los cuartos de final del Torneo Apertura del año 2011, eliminándolo con un triunfo por 4-2 en el Estadio Monumental y un empate por 1 gol en el Estadio Nacional. 
El 16 de octubre de 2011, por la fase regular del Torneo de Clausura, se jugó el clásico por tercera vez en su historia en el Estadio San Carlos de Apoquindo, con una presencia muy reducida de hinchas albos. En dicho partido la UC goleó por 4-0 a Colo-Colo. 2011 ha sido el año donde la UC le ha propinado las mayores goleadas de su historia al cacique (dos partidos sobre los tres goles de diferencia) con 6 partidos invictos en un año.
La Supercopa (final entre el campeón del Campeonato Nacional y campeón de Copa Chile), ha enfrentado en 3 ocasiones a cruzados y albos, como campeones del Campeonato Nacional y Copa Chile, respectivamente. El 23 de julio de 2017, se encontraron por primera vez, resultando campeón Colo-Colo tras imponerse por 4-1 a la UC. El 21 de marzo de 2021, se encontraron nuevamente, igualados en cantidad de títulos resultando campeona la Universidad Católica luego de revertir un 0-2 en contra, anotando 4 goles en los últimos 28 minutos de partido. Luego, el 23 de enero de 2022, Colo-Colo tendría su revancha en la Supercopa 2022 venciendo 2 a 0 con goles de Gil y Villanueva en Concepción. Aun así, Universidad Católica es el club con más Supercopas en el país con 4, seguida de los albos con 3.
Tanto los medios de comunicación como los medios partidarios denominan a este clásico como Clásico Moderno.

#### Historial estadístico
Actualizado al 16 de agosto de 2025
| Torneo                    | PJ  | GCC | E  | GUC | GolCC | GolUC |
| ------------------------- | --- | --- | -- | --- | ----- | ----- |
| Campeonato Nacional       | 179 | 80  | 49 | 50  | 309   | 242   |
| Torneo Metropolitano      | 6   | 2   | 1  | 3   | 12    | 13    |
| Liguilla Pre-Libertadores | 3   | 0   | 1  | 2   | 4     | 6     |
| Subtotal Primera División | 188 | 82  | 51 | 55  | 325   | 261   |
| Copa Libertadores         | 16  | 6   | 5  | 5   | 25    | 23    |
| Liguilla Pre-Sudamericana | 2   | 1   | 1  | 0   | 4     | 3     |
| Copa Chile                | 41  | 16  | 13 | 12  | 62    | 51    |
| Supercopa de Chile        | 3   | 2   | 0  | 1   | 8     | 5     |
| Campeonato de Apertura    | 1   | 1   | 0  | 0   | 6     | 2     |
| Total Oficial             | 241 | 108 | 70 | 73  | 430   | 345   |

## Clásico Loíno-Albo

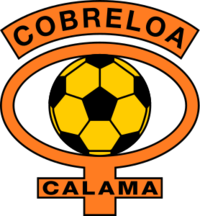

Emblema 1925

La rivalidad entre Colo-Colo y Cobreloa de la ciudad de Calama se remonta a partir de los años 80, con las fuertes disputas por el campeonato nacional que ambos protagonizaron en esos años, sumado a la fuerte localía que los calameños ejercieron en estos partidos llevando a una sequía de 23 años del Cacique sin ganar allí. El primer enfrentamiento por campeonatos nacionales entre Cobreloa y Colo-Colo se disputó el 5 de marzo de 1978 en el antiguo Estadio Municipal de Calama  ante una asistencia de 11.455 personas. Esa tarde los Zorros del Desierto ganaron 4-2, Para los mineros, dirigidos por Andrés Prieto, anotaron Luis Ahumada (15’ y 90’), José Luis Ceballos (19’) y Juan “Roly” Núñez (82’). Descontaron Héctor Pinto (81’) y Juan Carlos Orellana (85’) para los albos de Sergio Navarro.
En 97 encuentros que suman aquellos jugados en el Campeonato Nacional y en las liguillas pre libertadores, se contabilizan 35 victorias para Cobreloa, 34 victorias para Colo Colo y 28 empates. En goles marcados, la diferencia favorece a Colo-Colo que ha anotado dos goles más que Cobreloa, 136 versus 134. 
En el registro total de partidos oficiales, que a la suma anterior adiciona los encuentros jugados al amparo de la Copa Libertadores y de la Copa Chile, muestra que el equipo albo tiene 42 partidos ganados, tres más que los loínos que suman 39. En goles convertidos la diferencia a favor de Colo-Colo disminuye a tres, 154 frente a 151. 
Ambos definieron el título 8 ocasiones, donde Cobreloa fue campeón 4 veces (1982, 1992, Apertura 2003, Clausura 2003) y Colo-Colo en 4 oportunidades (1979, 1981, 1983, 1993). 
En la era de los Play Offs (2002-2012), se enfrentaron en 8 ocasiones, con 4 triunfos Albos (cuartos de final Apertura 2002, Semifinal Clausura 2002, Semifinal Clausura 2006, Seminifinal Clausura 2008) mientras que los Loínos tienen 4 triunfos (Final Apertura 2003, Final Clausura 2003, Semifinal Clausura 2004 y Semifinal Clausura 2011.

#### Historial estadístico
Actualizado al 23 de mayo de 2025.
| Torneo                    | PJ  | GCC | E  | GCob | GolCC | GolCob |
| ------------------------- | --- | --- | -- | ---- | ----- | ------ |
| Campeonato Nacional       | 95  | 33  | 28 | 34   | 129   | 132    |
| Liguilla Pre-Libertadores | 3   | 2   | 0  | 1    | 7     | 2      |
| Total Primera División    | 98  | 35  | 28 | 35   | 136   | 134    |
| Copa Libertadores         | 8   | 1   | 3  | 4    | 4     | 10     |
| Copa Chile                | 9   | 7   | 2  | 0    | 17    | 9      |
| Total Oficial             | 115 | 43  | 33 | 39   | 157   | 153    |
| Amistosos                 | 8   | 2   | 3  | 3    | 12    | 15     |
| Total                     | 123 | 45  | 36 | 42   | 169   | 168    |

| PJ: Partidos jugados       |
| GCC: Ganados por Colo-Colo |
| GCob: Ganados por Cobreloa |
| E: Empates                 |
| GolCC: Goles de Colo-Colo  |
| GolCob: Goles de Cobreloa  |

## Clásicos de colonias

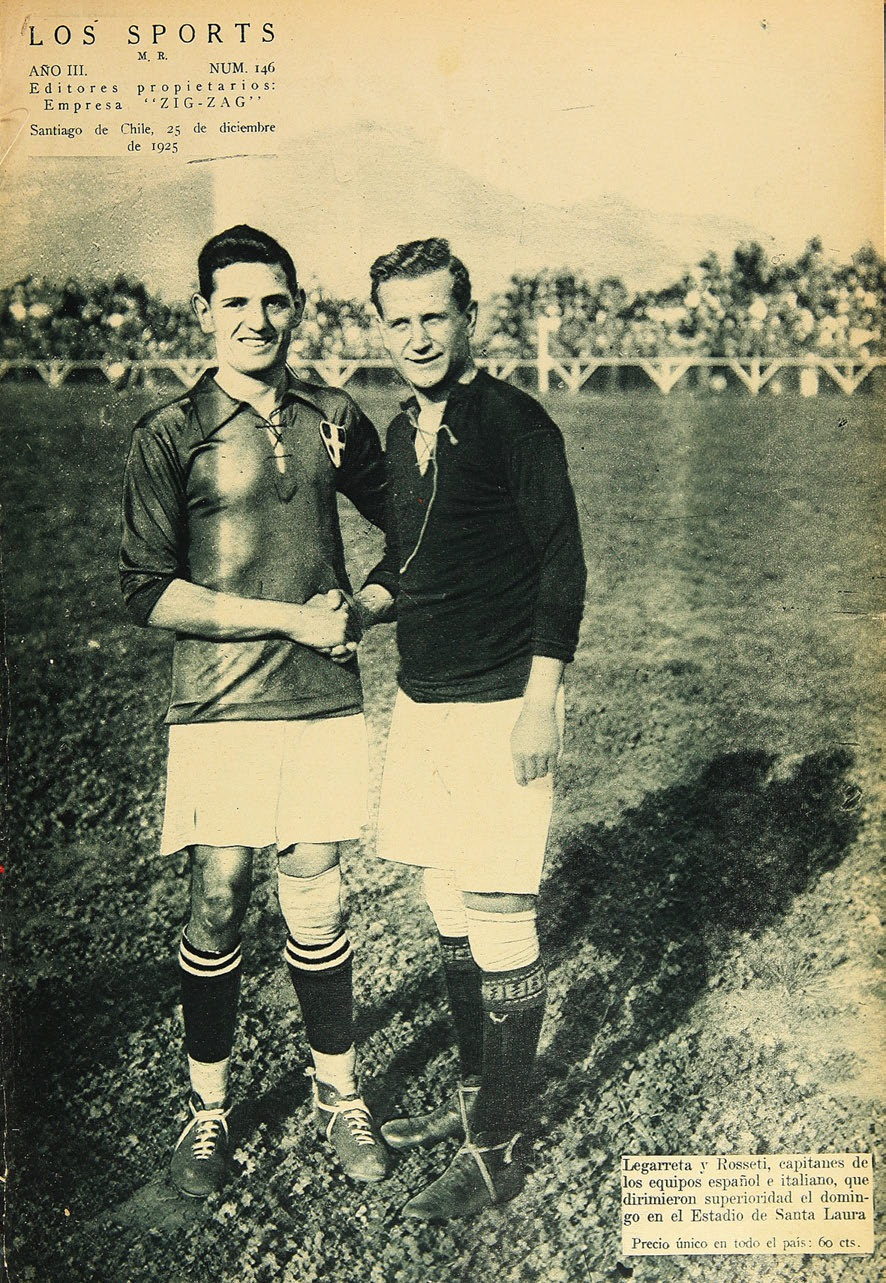
Rosetti y Legarreta, capitanes de Audax Italiano y Unión Española en 1925.

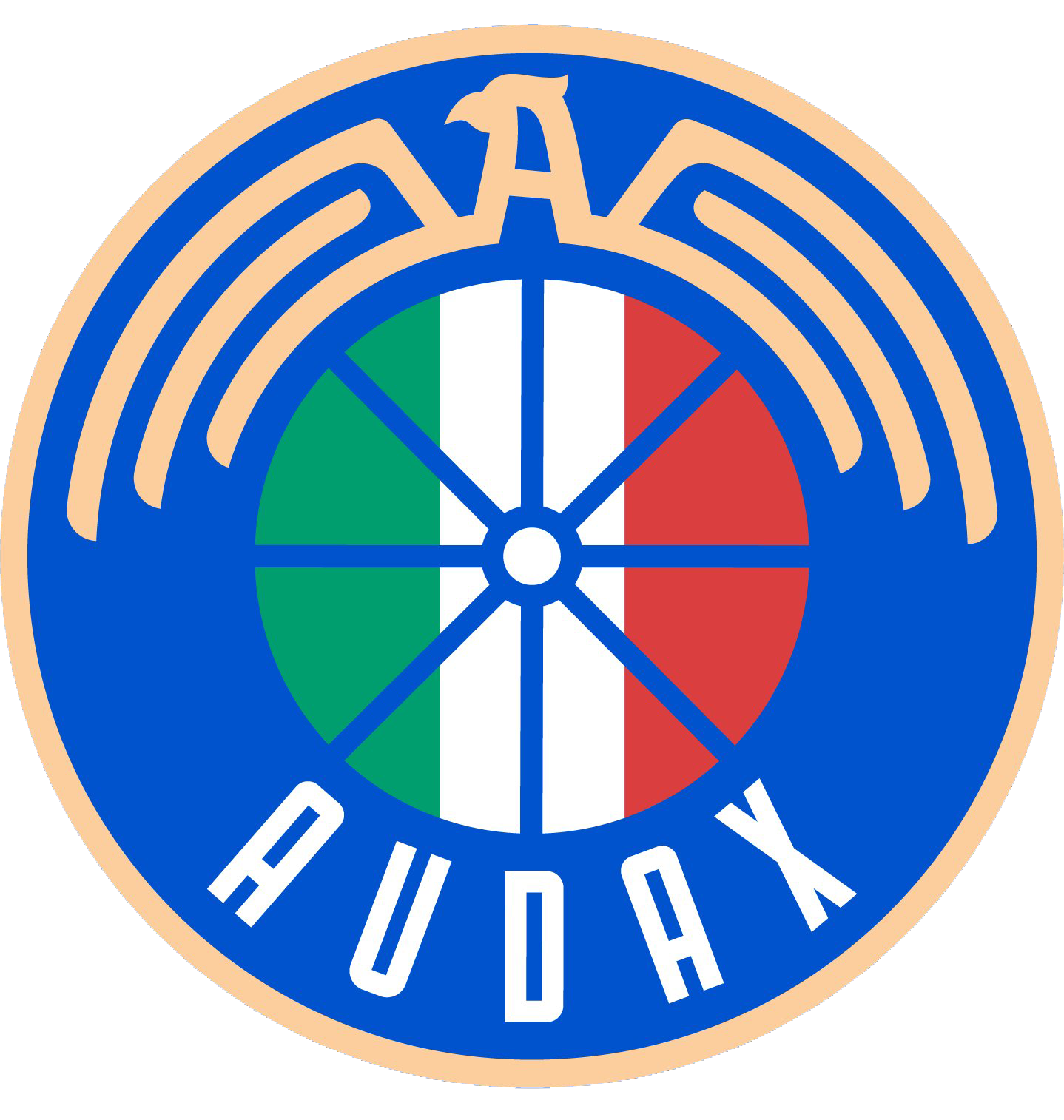

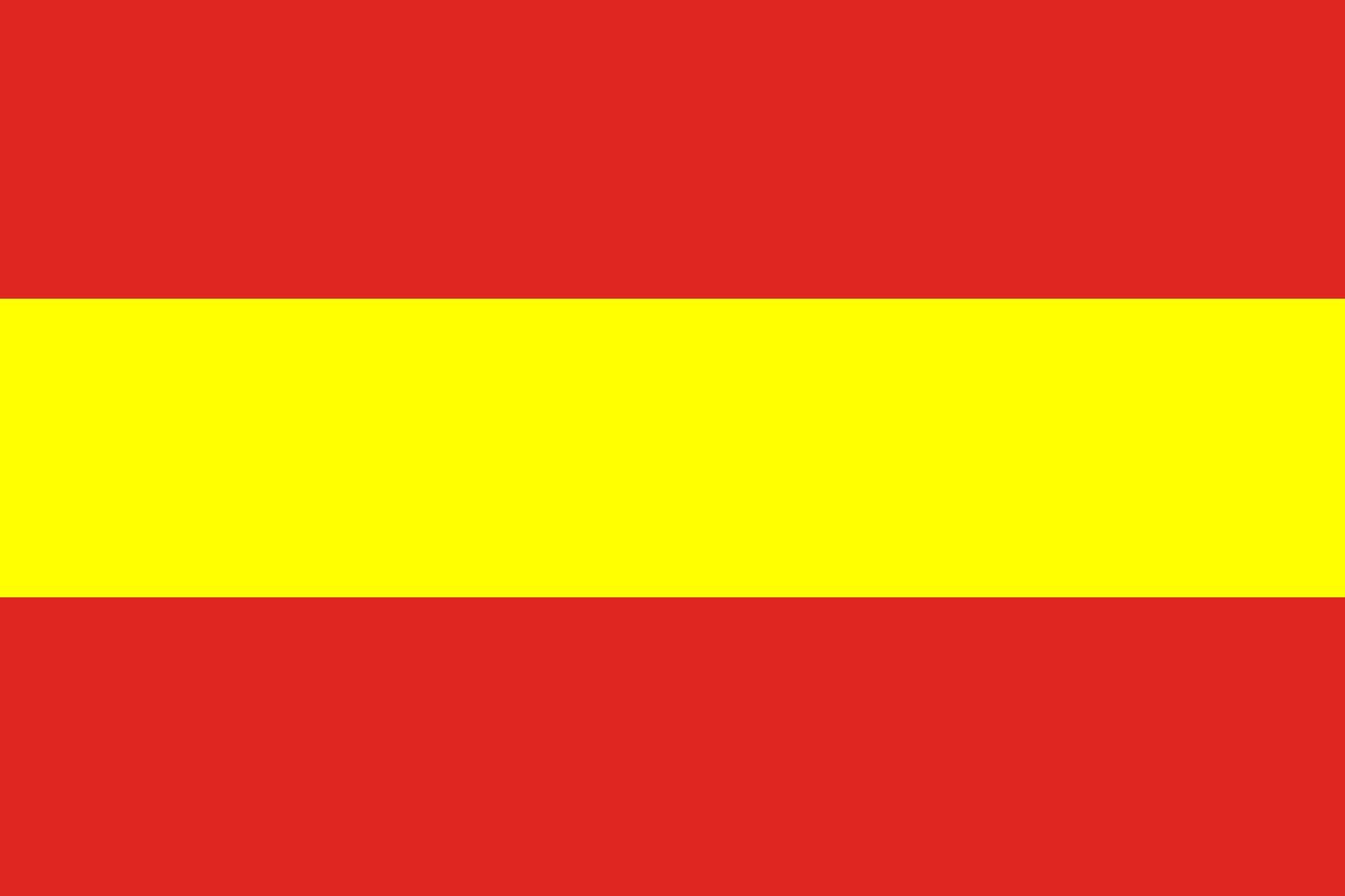
Bandera de Union Española SADP

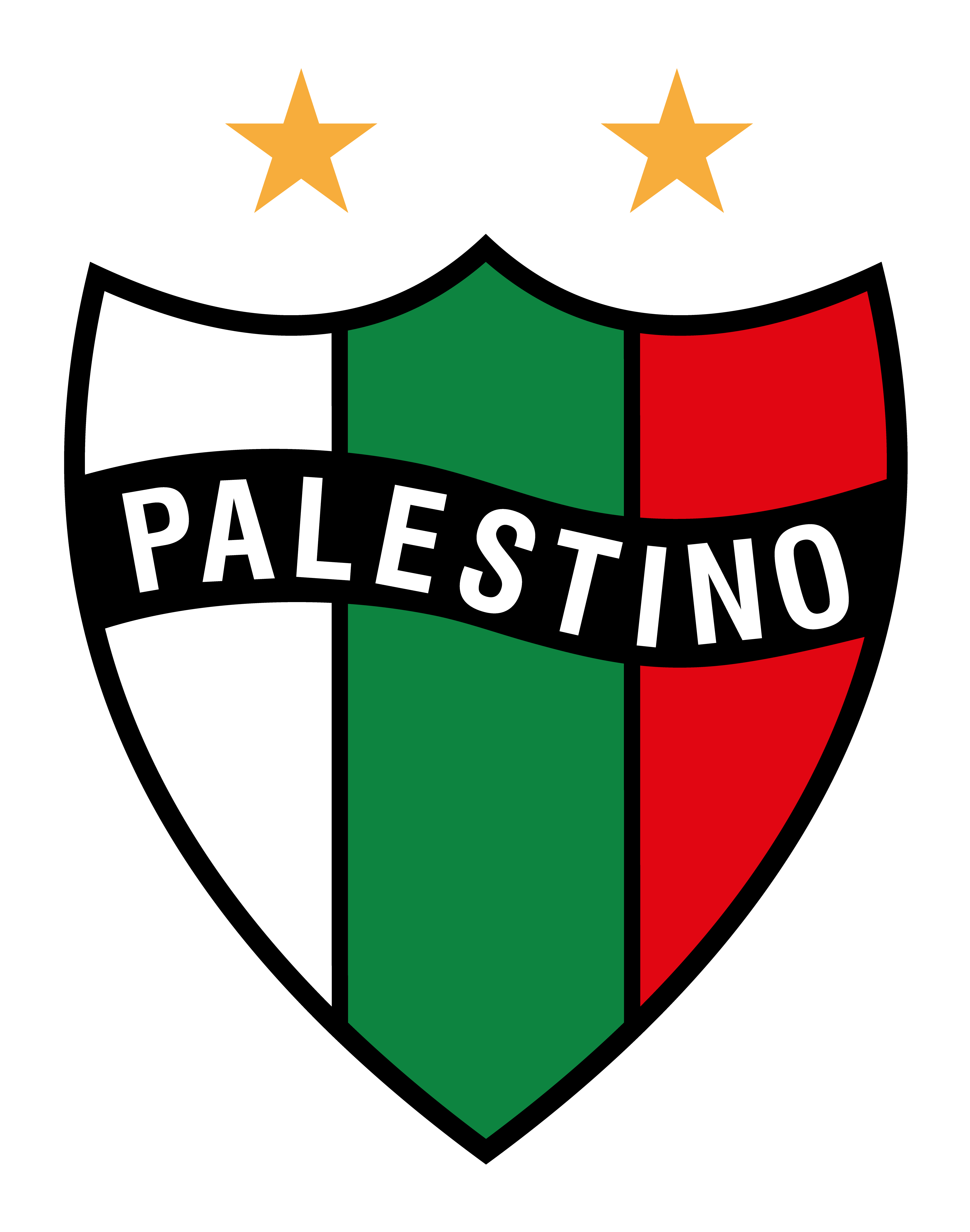

Se le denomina clásico de colonia a cualquiera de los partidos en los cuales se enfrenten entre sí los representativos de las distintas colectividades de inmigrantes que militan en el fútbol profesional chileno. Si bien, históricamente han existido otros equipos de colectividades extranjeras, como el: Deportivo Alemán de Santiago (que jugó en Primera División en 1934), la Sportiva Italiana de Valparaíso (campeón de Liga de Valparaíso en 1932), el Iberia de Santiago (actualmente en Los Ángeles); los clásicos de colonias hacen referencia solamente a los siguientes partidos:
- Unión Española - Audax Italiano

Registro hasta el 23 de mayo de 2025.
| Partidos jugados | Audax Italiano | Empates | Unión Española |
| ---------------- | -------------- | ------- | -------------- |
| 205              | 73             | 53      | 79             |

- Audax Italiano - Palestino

Registro hasta el 23 de mayo de 2025.
| Partidos jugados | Audax Italiano | Empates | Palestino |
| ---------------- | -------------- | ------- | --------- |
| 119              | 42             | 35      | 42        |

- Palestino - Unión Española

Registro hasta el 23 de mayo de 2025.
| Partidos jugados | Palestino | Empates | Unión Española |
| ---------------- | --------- | ------- | -------------- |
| 169              | 60        | 39      | 70             |

## Clásico Porteño

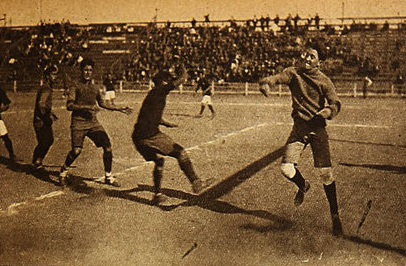
Clásico porteño disputado en 1925.

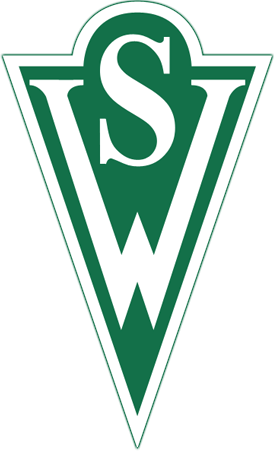

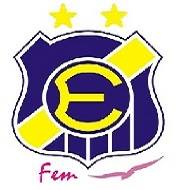

El Clásico Porteño es como se conoce a uno de los encuentros más tradicionales del fútbol chileno que enfrenta a los dos equipos más importantes y populares del Gran Valparaíso: Everton de Viña del Mar y Santiago Wanderers de Valparaíso, que a su vez son dos de los clubes más antiguos del país. Diversos son los factores que hacen rivalizar a ambos clubes, entre ellos la eterna rivalidad entre las ciudades de Viña del Mar y Valparaíso. El primer partido oficial data del 9 de julio de 1944, con un triunfo 'ruletero' por 2-0. Desde ese momento se han enfrentado en 157 partidos oficiales, de los cuales Everton ha ganado 65, Santiago Wanderers 49 y 43 veces han empatado, demostrando una ventaja por parte de la escuadra 'ruletera' en la Quinta Región.

#### Historial estadístico
Actualizado el 23 de mayo de 2025.
| Torneo                                                      | PJ  | GE | PE | GSW | GolE | GolSW |
| ----------------------------------------------------------- | --- | -- | -- | --- | ---- | ----- |
| Torneo Nacional                                             | 83  | 33 | 24 | 26  | 114  | 112   |
| Torneo Nacional de Apertura                                 | 6   | 2  | 1  | 3   | 6    | 12    |
| Torneo Nacional de Clausura                                 | 6   | 1  | 2  | 3   | 6    | 8     |
| Torneo de Transición                                        | 2   | 1  | 1  | 0   | 6    | 3     |
| Torneo Provincial                                           | 6   | 2  | 2  | 2   | 9    | 11    |
| Total Primera División                                      | 103 | 39 | 30 | 34  | 141  | 146   |
| Copa Chile                                                  | 37  | 14 | 13 | 10  | 53   | 47    |
| Copa República                                              | 2   | 1  | 0  | 1   | 5    | 5     |
| Copas de Preparación                                        | 3   | 1  | 0  | 2   | 20   | 4     |
| Campeonato de Apertura de la Segunda División de Chile 1982 | 2   | 2  | 0  | 0   | 3    | 0     |
| Total Copas Nacionales                                      | 44  | 18 | 13 | 13  | 81   | 56    |
| Liguilla Pre-Sudamericana                                   | 3   | 2  | 0  | 1   | 7    | 7     |
| Primera B/Segunda División                                  | 6   | 4  | 0  | 2   | 7    | 7     |
| Asociación Porteña¹                                         | 1   | 1  | 0  | 0   | 2    | 0     |
| Total Otras Competiciones                                   | 10  | 7  | 0  | 3   | 16   | 14    |
| Total oficial                                               | 169 | 66 | 44 | 59  | 251  | 254   |

¹Con la validación de la Asociación Porteña de Fútbol Profesional por parte de la ANFP y FFCh en 2022, el encuentro disputado entre ambos el año 1943 fue considerado un partido oficial.
| PJ: partidos jugados      |
| GE: ganador Everton       |
| GSW: ganador Wanderers    |
| E: empate                 |
| GolE: goles de Everton    |
| GolSW: goles de Wanderers |

## Clásico de la Región de Coquimbo

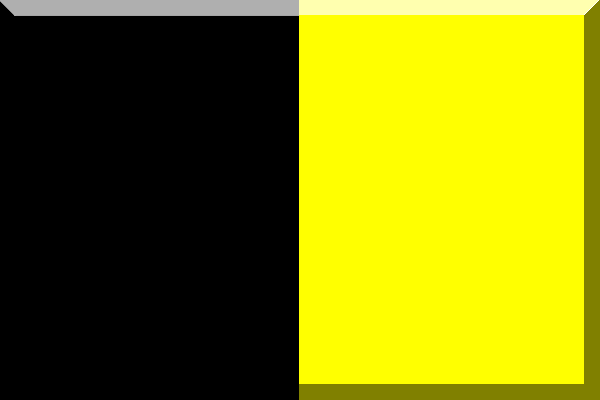
Colores Coquimbo Unido

Este clásico ha sido dominado históricamente por el equipo "pirata", con un amplio historial a su favor

### Historial estadístico
- Actualizado el 24 de mayo de 2025

| Competición                                               | PJ  | GCU | PE | GLS | GolCU | GolLS |
| --------------------------------------------------------- | --- | --- | -- | --- | ----- | ----- |
| Primera División de Chile o Primera A                     | 36  | 15  | 11 | 10  | 56    | 50    |
| Segunda División de Chile o Primera B                     | 32  | 12  | 11 | 9   | 40    | 34    |
| Copas (Chile, Digeder, Coca Cola Digeder, Copa LAN Chile) | 58  | 20  | 25 | 13  | 71    | 58    |
| Total                                                     | 126 | 47  | 47 | 32  | 167   | 142   |

| PJ: Partidos jugados                |
| GCU: Ganados por Coquimbo Unido     |
| GLS: Ganados por Deportes La Serena |
| PE: Partidos empatados              |
| GolCU: Goles de Coquimbo Unido      |
| GolLS: Goles de Deportes La Serena  |

## Clásico Penquista

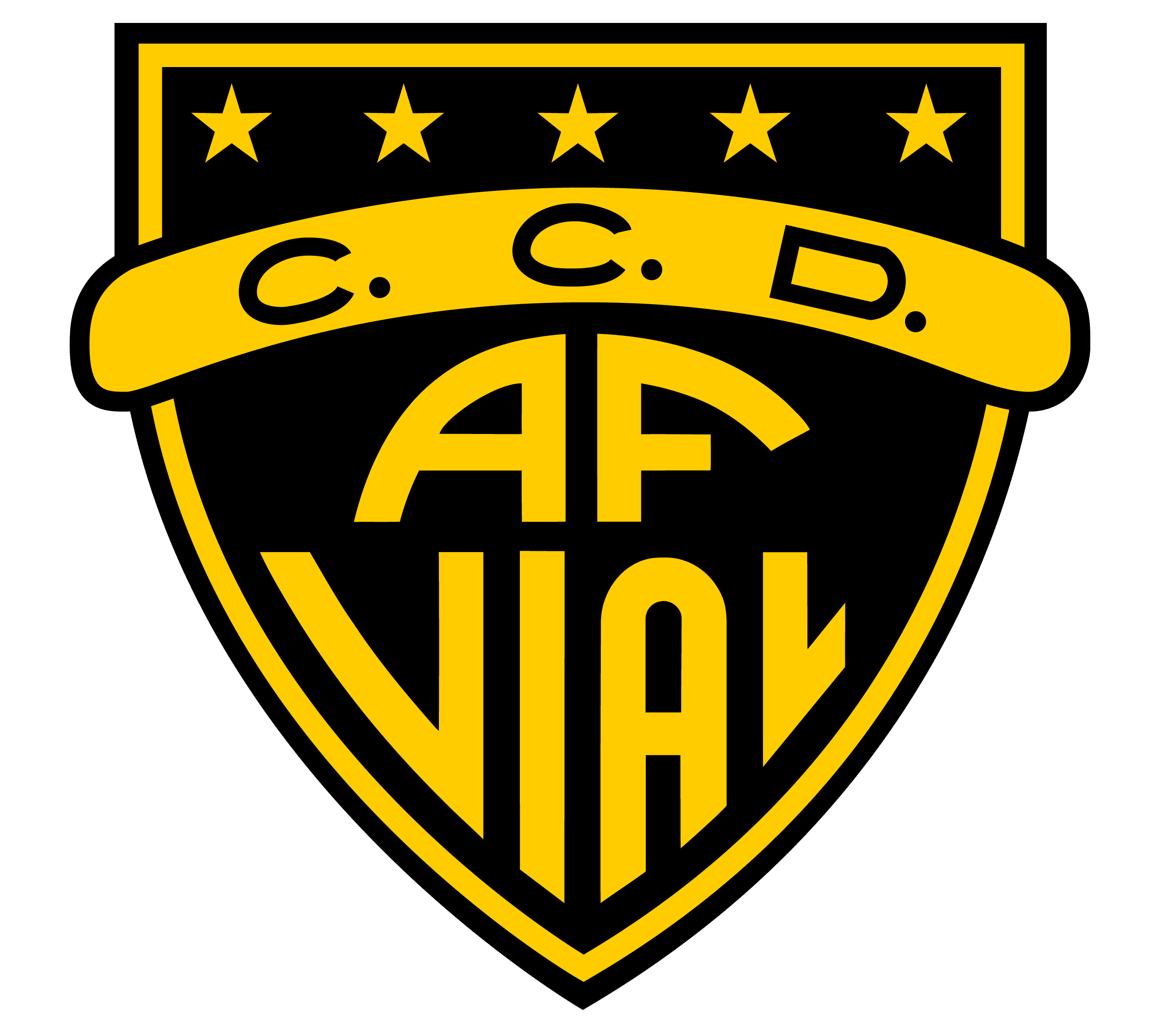

El fútbol penquista fue el centro de un importante torneo semiprofesional, que se disputaba paralelamente al campeonato de Primera División chileno, en el cual participaban distintos clubes del centro sur de Chile. En dicho torneo el principal club de Concepción era Fernández Vial. Sin embargo, dicho torneo fue decayendo en los años 60 por la presión de la Asociación de Fútbol hasta su desaparición en 1967. Un año antes, un grupo de clubes (Galvarino, Liverpool, Juvenil Unido y Santa Fe) de la ciudad decidió fusionarse, abandonando el Campeonato Regional, para representar a Concepción en el torneo nacional. Sin embargo, Fernández Vial (al igual que el Universitario) que había sido invitado, se negó a incorporarse a tal combinado, y desde un comienzo entre ambos clubes nació una espontánea rivalidad. Dicha rivalidad fue creciendo ya que la Asociación de Fútbol le negó el ingreso a Fernández Vial a la Primera División, privilegiando a Deportes Concepción, siendo objetados todos sus intentos gracias a la presión en contra que ejercía Deportes Concepción.
Finalmente, la rivalidad entre ambos, se consolidó cuando Fernández Vial ascendió a la Segunda División en 1982, disputándose el primer clásico penquista oficial en 1982, el cual finalizó 0 a 0 ante 22.645 espectadores. Luego de tres partidos empatados, recién en el 4 enfrentamiento entre ambos, hubo un ganador, Fernández Vial. El primer triunfo de Deportes Concepción llegaría recién en 1988.

### Historial estadístico
| Torneo                                                 | PJ | GDC | PE | GFV | GolDC | GolFV |
| ------------------------------------------------------ | -- | --- | -- | --- | ----- | ----- |
| Primera División de Chile                              | 14 | 3   | 9  | 2   | 13    | 11    |
| Pre-Liguilla Libertadores                              | 2  | 1   | 1  | 0   | 3     | 2     |
| Segunda División de Chile/Primera B de Chile           | 14 | 4   | 6  | 4   | 20    | 20    |
| Segunda División Profesional                           | 6  | 2   | 1  | 3   | 6     | 7     |
| Total Liga                                             | 36 | 10  | 17 | 9   | 42    | 40    |
| Copa Chile                                             | 24 | 9   | 6  | 9   | 35    | 29    |
| Copa de Invierno                                       | 1  | 1   | 0  | 0   | 1     | 0     |
| Campeonato de Apertura de la Segunda División de Chile | 2  | 0   | 2  | 0   | 0     | 0     |
| Total Copas Domésticas                                 | 27 | 10  | 8  | 9   | 36    | 29    |
| TOTAL OFICIAL                                          | 63 | 20  | 25 | 18  | 78    | 69    |

En el último tiempo y dada la ausencia de Fernández Vial de los torneos de Primera y Segunda División, el término "Clásico Penquista", comenzó a ser utilizado para los enfrentamientos entre otros clubes del Gran Concepción, como por ejemplo:
- Clásico del Gran Concepción: Huachipato y Deportes Concepción;[18]
- Deportes Concepción y Universidad de Concepción;
- Clásico Actual del Gran Concepción o Clásico del Bío-Bío: Universidad de Concepción y Huachipato.[19]

## Clásico del Norte Grande

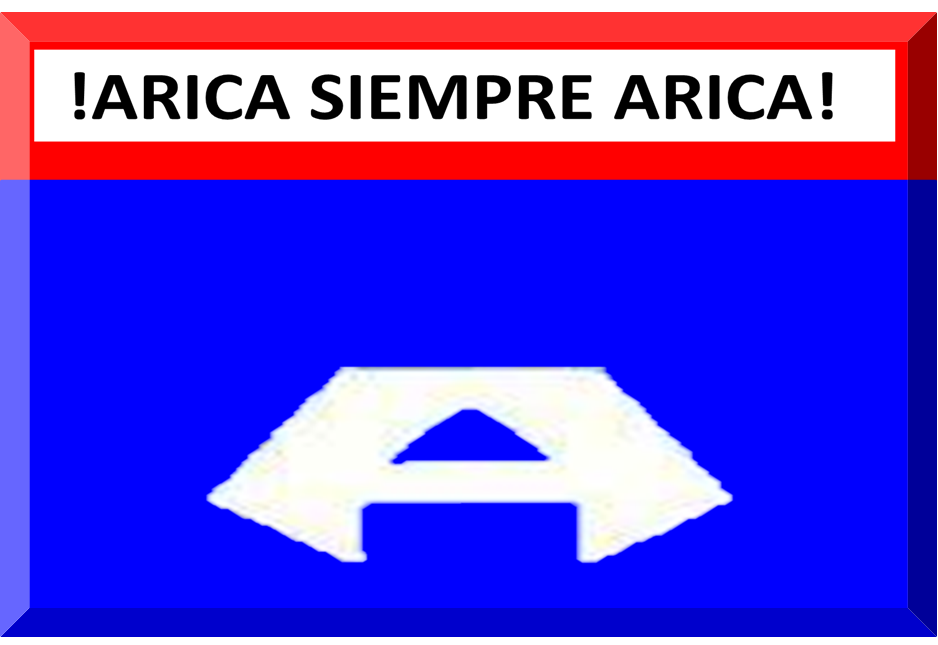

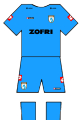
Colores Dep.iquique

### Historial estadístico
| Torneo                            | Partidos Jugados | Partidos Ganados SMA | Partidos Empatados | Partidos Ganados DI | Goles SMA | Goles DI |
| --------------------------------- | ---------------- | -------------------- | ------------------ | ------------------- | --------- | -------- |
| Primera División                  | 13               | 4                    | 4                  | 5                   | 14        | 17       |
| Primera B / Segunda División      | 40               | 9                    | 14                 | 17                  | 55        | 68       |
| Tercera División                  | 2                | 2                    | 0                  | 2                   | 0         | 3        |
| Copa Chile (Polla Gol, DIGEDER)   | 47               | 16                   | 13                 | 18                  | 68        | 66       |
| Copa Apertura de Tercera División | 2                | 1                    | 0                  | 1                   | 3         | 3        |
| Copa República                    | 2                | 0                    | 2                  | 0                   | 3         | 3        |
| Total                             | 106              | 32                   | 33                 | 43                  | 143       | 160      |

## Clásico del Interior

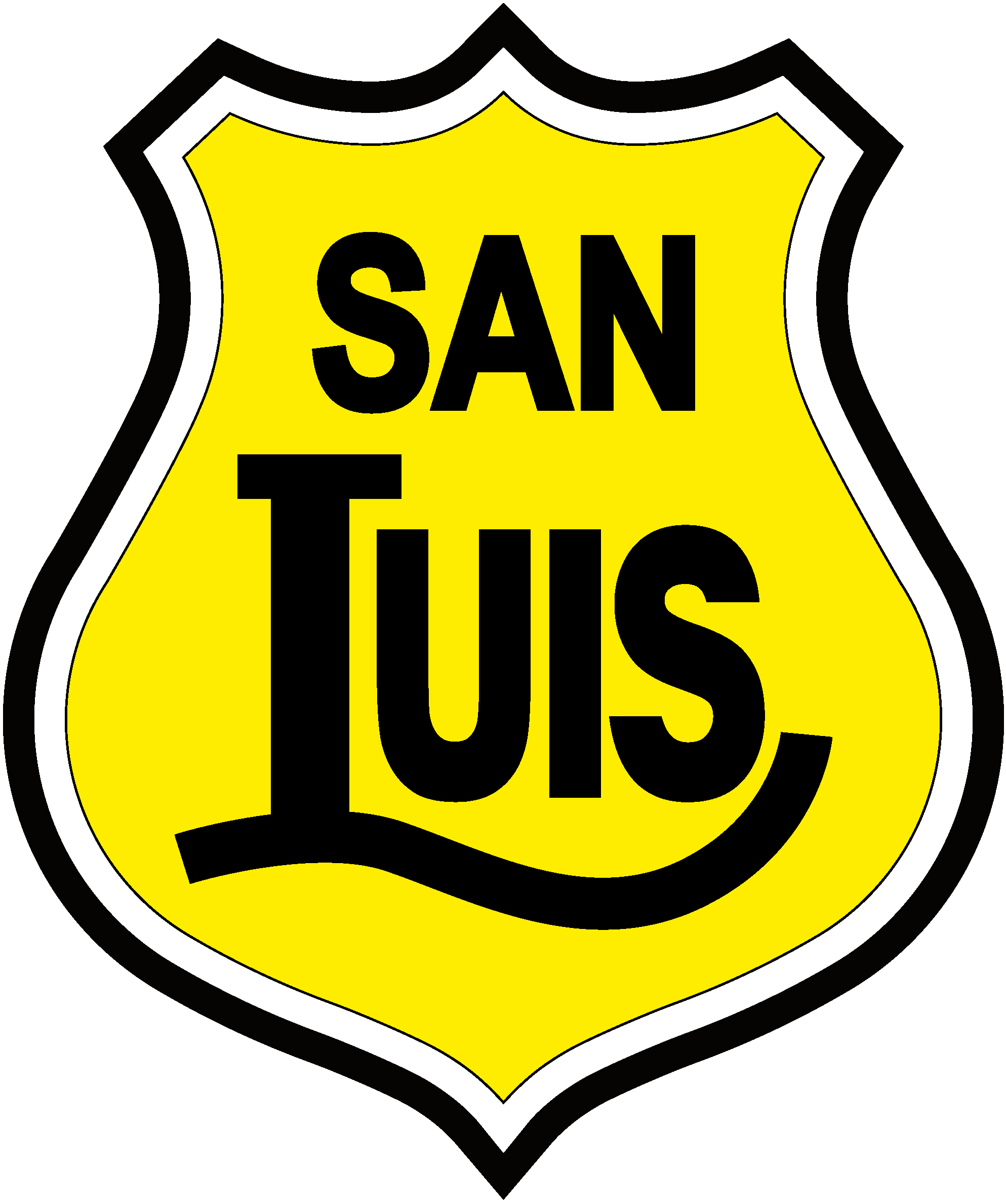

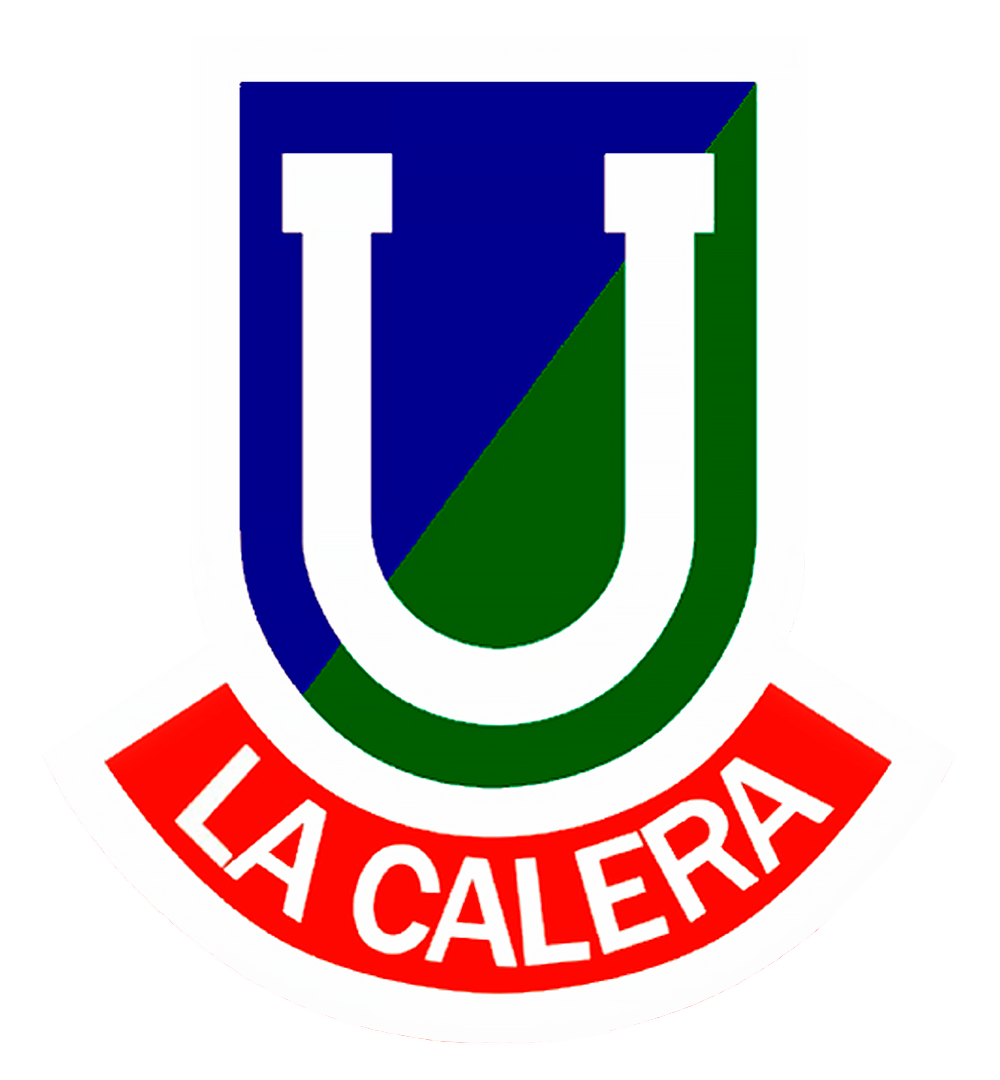

### Historial estadístico
| Torneo                            | Partidos Jugados | Partidos Ganados SL | Partidos Empatados | Partidos Ganados ULC | Goles SL | Goles ULC |
| --------------------------------- | ---------------- | ------------------- | ------------------ | -------------------- | -------- | --------- |
| Primera División                  | 18               | 7                   | 3                  | 8                    | 19       | 21        |
| Primera B / Segunda División      | 54               | 22                  | 18                 | 14                   | 66       | 63        |
| Tercera División                  | 22               | 6                   | 8                  | 8                    | 23       | 27        |
| Copa Chile (Polla Gol, DIGEDER)   | 22               | 13                  | 5                  | 4                    | 44       | 22        |
| Copa Apertura de Segunda División | 8                | 3                   | 2                  | 3                    | 11       | 11        |
| Total                             | 124              | 51                  | 36                 | 37                   | 163      | 145       |

## Clásico del Aconcagua
El Clásico del Aconcagua es el nombre que recibe el partido de futbol que disputan Unión San Felipe y Trasandino de Los Andes, los clubes más representativos de las ciudades vecinas San Felipe y Los Andes, ubicadas en la provincia de Aconcagua, Región de Valparaíso. 

### Historial estadístico
| Partidos jugados | Partidos ganados USF | Partidos empatados | Partidos ganados TRA |
| ---------------- | -------------------- | ------------------ | -------------------- |
| 77               | 34                   | 18                 | 25                   |

## Clásico del Maule

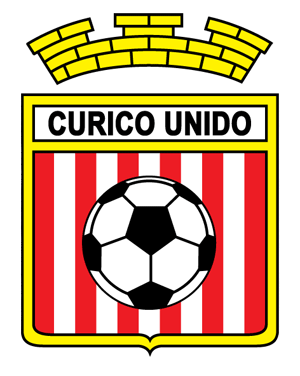

### Historial estadístico
| Torneo                            | PJ | GR | E  | GCU | GolR | GolCU |
| --------------------------------- | -- | -- | -- | --- | ---- | ----- |
| Primera División                  | 2  | 0  | 1  | 1   | 1    | 2     |
| Primera B                         | 28 | 15 | 9  | 4   | 37   | 16    |
| Copa Chile                        | 18 | 9  | 4  | 5   | 26   | 18    |
| Copa Apertura de Segunda División | 6  | 3  | 1  | 2   | 7    | 4     |
| Total                             | 56 | 28 | 15 | 13  | 75   | 43    |

| PJ: partidos jugados         |
| GR: ganador Rangers          |
| GCU: ganador Curicó Unido    |
| E: empate                    |
| GolR: goles de Rangers       |
| GolCU: goles de Curicó Unido |

## Clásico Chorero

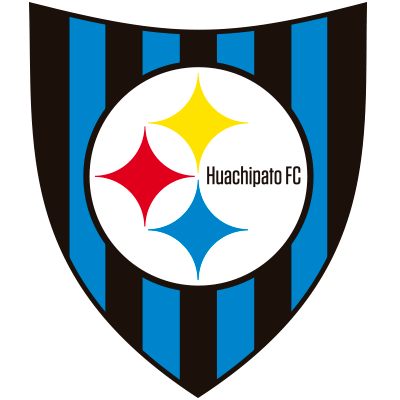

### Historial estadístico
| Torneo           | PJ | PG N | PE | PG H | Gol N | Gol H |
| ---------------- | -- | ---- | -- | ---- | ----- | ----- |
| Primera División | 26 | 8    | 8  | 10   | 28    | 27    |
| Copa Chile       | 22 | 6    | 7  | 9    | 24    | 32    |
| Copa República   | 2  | 1    | 1  | 0    | 2     | 1     |
| Copa Invierno    | 1  | 0    | 1  | 0    | 1     | 1     |
| Total            | 51 | 15   | 17 | 19   | 55    | 61    |

## Otros clásicos
Zona Norte
- Clásico del Tamarugal: Municipal Alto Hospicio vs. Municipal Pozo Almonte
- Clásico de la II Región: Cobreloa vs. Deportes Antofagasta
- Clásico del Cobre: Cobreloa vs. Cobresal
- Clásico de Atacama: Club de Deportes Copiapó (anteriormente Regional Atacama) vs. Cobresal

Zona Central
- Clásico Metropolitano: Magallanes vs. Santiago Morning
- Clásico del Maipo: San Antonio Unido vs. Deportes Melipilla
- Clásico de Huelquen: Club Deportivo Caupolican vs. Club Santa Teresa
- Verdadero Clásico Huaso: Colchagua vs. Deportes Santa Cruz vs. General Velásquez
- Clásico de Nancagua: Magallanes vs. Antártica Chilena
- Clásico de Hualañé: Arturo Prat vs. Unión Comercial
- Clásico del Sur: Deportes Valdivia vs. Provincial Osorno
- Clásico del Sur II:Provincial Osorno  vs. Deportes Puerto Montt

Zona Sur
- Clásico Lota-Naval: Lota Schwager vs. Naval de Talcahuano
- Clásico Sureño: Provincial Osorno vs. Deportes Puerto Montt vs. Deportes Valdivia

## Clásicos interrumpidos
Zona Central
- Clásico de la Comuna de San Joaquín: Real San Joaquín vs. Rodelindo Román
- Clásico de la Provincia del Maipo: Lautaro de Buin vs. Tricolor de Paine
- Clásico del Maule Sur: Independiente de Cauquenes vs. Deportes Linares
- Antiguo Clásico del Maule: Rangers de Talca vs. Deportes Linares
- Clásico Huaso: O'Higgins vs. Rangers de Talca

Zona Sur
- Clásico del Bío Bío: Deportes Concepción vs. Lota Schwager
- Clásico del Alto Bío Bío: Iberia vs. Malleco Unido
- Clásico de La Araucanía: Deportes Temuco vs. Malleco Unido
- Clásico Lota-Vial: Lota Schwager vs. Fernández Vial

## Clásicos extintos

### Clásico de la Chilenidad

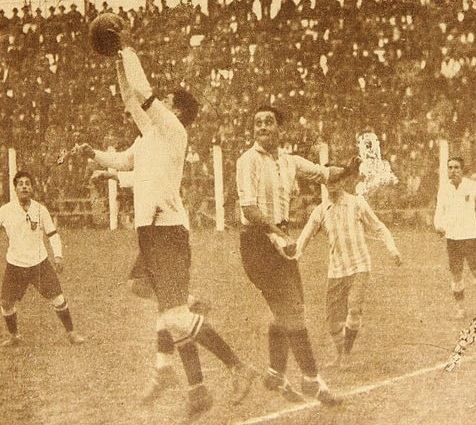
Clásico Magallanes y Colo-Colo en 1930.

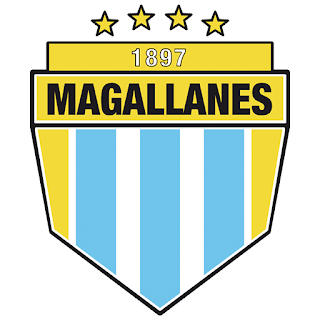

El primer cuadro chileno que logró gran popularidad fue Magallanes, siendo campeón de la capital en 1908, 1913, 1916, 1920, 1921 y 1926 y de la Primera División en 1933, 1934, 1935 y 1938. La rivalidad entre ambos clubes proviene del momento mismo de la fundación de Colo-Colo. En abril de 1925 se produce un quiebre institucional en "Magallanes", que significó la expulsión de un grupo de jóvenes jugadores, encabezados por los hermanos Arellano, los cuales fundaron "Colo-Colo F.C".
La razón del quiebre fue la intención de los expulsados de convertir al fútbol en un deporte organizado, con entrenamiento obligatorio, con entrenador, táctica de juego, uniforme. El debut de Colo-Colo fue duro porque desde Magallanes hicieron una campaña de desprestigio contra los "rebeldes". Incluso les seguían diciendo los magallánicos. El primer duelo contra Magallanes terminó en una riña, por una falta sobre el arquero de Colo Colo, que finalmente el resultado fue 2-0 a favor de Colo-Colo.
La última vez que ambos se enfrentaron fue en la final regional Centro-Sur de la Copa Chile 2024, donde Magallanes se impuso por 3-0.

#### Historial estadístico
| Torneo                    | PJ  | GM | E  | GC | GolM | GolC |
| ------------------------- | --- | -- | -- | -- | ---- | ---- |
| Primera División de Chile | 110 | 24 | 33 | 53 | 177  | 253  |
| Liguilla Pre-Libertadores | 1   | 0  | 1  | 0  | 0    | 0    |
| Subtotal Primera División | 111 | 24 | 34 | 53 | 177  | 253  |
| Copa Chile                | 18  | 3  | 3  | 12 | 22   | 44   |
| Supercopa de Chile        | 1   | 0  | 1  | 0  | 1    | 1    |
| Campeonato de Apertura    | 7   | 2  | 1  | 4  | 13   | 16   |
| Campeonato de Clausura    | 2   | 2  | 0  | 0  | 6    | 2    |
| Copa Libertadores         | 2   | 0  | 0  | 2  | 1    | 5    |
| Total Profesional         | 140 | 31 | 38 | 71 | 219  | 320  |
| Liga Metropolitana        | 2   | 1  | 0  | 1  | 3    | 4    |
| Liga Central de Football  | 1   | 0  | 0  | 1  | 2    | 3    |
| Asociación de Santiago    | 4   | 1  | 0  | 3  | 6    | 17   |
| Total Oficial             | 148 | 33 | 39 | 76 | 231  | 345  |

### Otros clásicos extintos
Zona Central
- Antiguo Clásico porteño: Club de Deportes Santiago Wanderers vs. La Cruz FC
- Clásico del Litoral: Quintero Unido vs. Concón National
- Clásico del Marga-Marga: Provincial Marga-Marga vs. Deportes Limache
- Clásico de Independencia: Universidad Católica vs. Unión Española
- Clásico Albo: Colo Colo vs. Santiago Morning
- Clásico de la Zona Oriente: Barnechea vs. Municipal Las Condes
- Clásico de Maipú: Goodyear vs. Campos de Batalla
- Clásico de Puente Alto: Luis Matte Larraín vs. Juventud Puente Alto
- Clásico Zapatero: Thomas Bata vs. Soinca Bata
- Clásico Rancagüino: América vs. O'Higgins Braden (Anterior Instituto O'Higgins)
- Clásico Criollo: Colo Colo vs. Audax Italiano
- Clásico de Talca: Rangers de Talca vs 18 de septiembre

Zona Sur
- Clásico Antiguo de Concepción: Naval de Talcahuano vs. Fernández Vial
- Antiguo Clásico Penquista: Fernández Vial vs. Lord Cochrane
- Clásico Carbonífero: Minas Lota vs. Federico Schwager
- Clásico Tomecino: FIAP vs. Marcos Serrano
- Clásico de Temuco: Deportes Temuco vs. Unión Temuco